# Pieter Lodewijk van Bloemen Waanders
Pieter Lodewijk van Bloemen Waanders (Antwerpen, 19 september 1823 - Warnsveld, 25 februari 1884) was een hooggeplaatste Nederlands bestuursambtenaar in Nederlands-Indië en auteur van diverse werken over inheemse volkeren van het toenmalige Nederlands-Indië.
Hij was de zoon van Henri Louis van Bloemen Waanders, militair en architect, en Elisabeth Antoinette Reyntjes, en groeide op in Nederlands-Indië. In 1850 trad hij in dienst als Controleur 3e klasse in het Gouvernement Sumatra's Westkust bij het bestuurskorps.
Daarna werd hij controleur in Palembang en Assistent-resident op Bali. Na de door Nederland gewonnen slag bij Buleleng op Bali (1846-1849) werd het noordelijk koninkrijk van Buleleng en het oostelijk district van Karangasem onder Nederlandse controle gebracht. In 1856 werd Van Bloemen Waanders benoemd als eerste controleur van Noord-Bali. In 1859 werd hij assistent-resident te Banjoewangi op de uiterste oostkust van Java en gecommitteerde voor de zaken op Bali en Lombok. In 1862 werd hij gepromoveerd tot resident van Palembang en als zodanig maakte hij (samen met zijn zoon Jan) de strafexpeditie naar de Pasoemah-landen mee.
In 1867 werd hij op ziekteverlof gestuurd naar Nederland. Datzelfde jaar keerde hij weer terug, en werd hij benoemd tot resident van Kedoe te Magelang.
Van Bloemen Waanders voelde zich nauw betrokken bij de ontwikkelingen in Bali wat leidde tot de publicatie van zijn: Aanteekeningen omtrent de zeden en gebruiken der Balinezen in het Tijdschrift voor Indische Taal-, Land- en Volkenkunde uitgegeven door het Bataviaasch Genootschap (1859).